# Thực tập
Thực tập là cơ hội làm việc ngắn hạn được một đơn vị tạo điều kiện để giúp thực tập sinh có trải nghiệm thực tế. Trước đây, thực tập chủ yếu dành cho sinh viên ngành y, nhưng hiện nay đã phổ biến ở nhiều ngành khác như doanh nghiệp, tổ chức xã hội và cơ quan nhà nước. Thực tập giúp sinh viên hoặc người mới ra trường học hỏi kỹ năng và kinh nghiệm thực tế. Nhà tuyển dụng có thể chọn lọc nhân sự từ nhóm thực tập sinh xuất sắc mà không tốn nhiều chi phí tuyển dụng. Một số công ty còn liên kết với trường học để sắp xếp các kỳ thực tập. Tuy nhiên, mỗi nơi có quy định khác nhau về việc thực tập sinh có được coi là nhân viên chính thức hay không và đôi khi một số nhà tuyển dụng lợi dụng thực tập sinh để làm việc không công. Thực tập cũng giống như đi học nghề, giúp sinh viên từ trường bước vào môi trường làm việc.
Ở Việt Nam, thực tập sinh là người làm việc tại doanh nghiệp để tích lũy kinh nghiệm liên quan đến ngành học. Vị trí này thường dành cho sinh viên năm cuối hoặc mới tốt nghiệp. Thực tập sinh hỗ trợ công việc theo hướng dẫn của doanh nghiệp. Dù không phải công việc chính thức, đây là cơ hội làm việc trong môi trường chuyên nghiệp, đòi hỏi kiến thức vững và tính cạnh tranh cao.